# Веймарское учредительное собрание

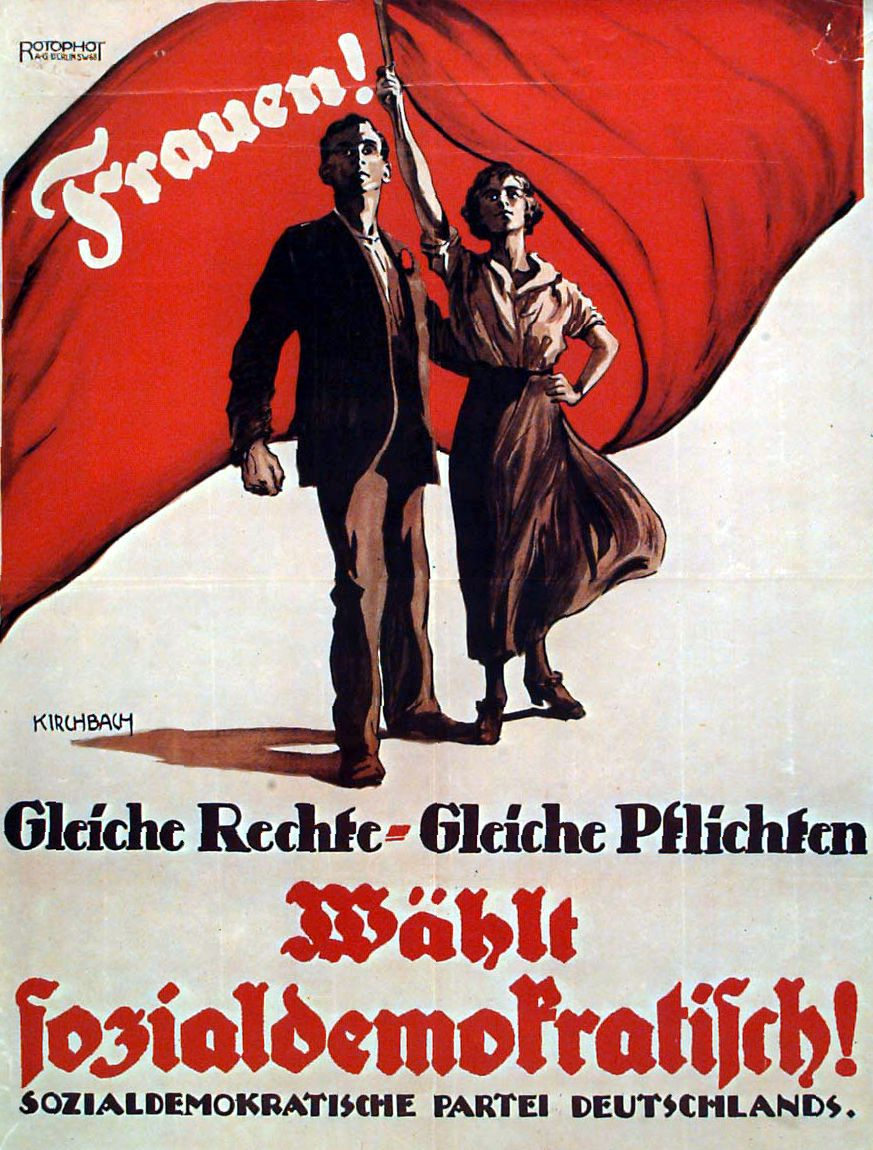
Агитационный плакат СДПГ к выборам в Национальное собрание 19 января 1919 года: «Женщины! Равные права, равные обязанности. Выбирайте социал-демократов»

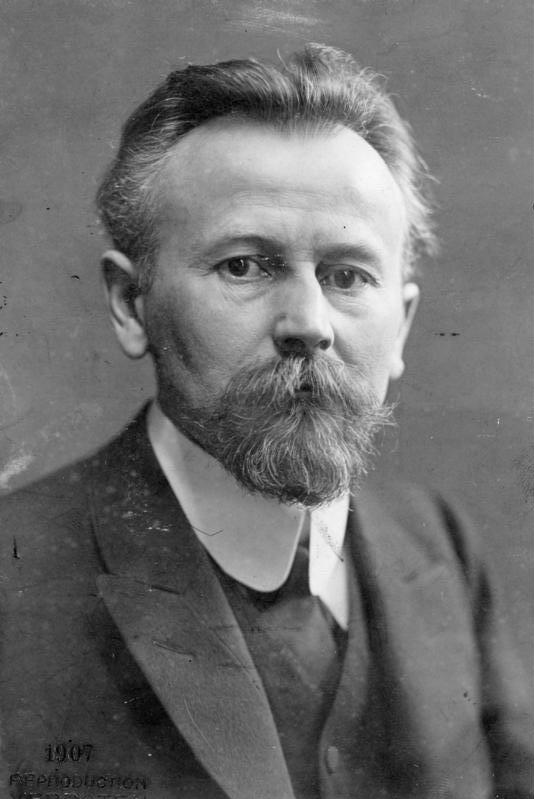
Первый президент Веймарского учредительного собрания Эдуард Давид

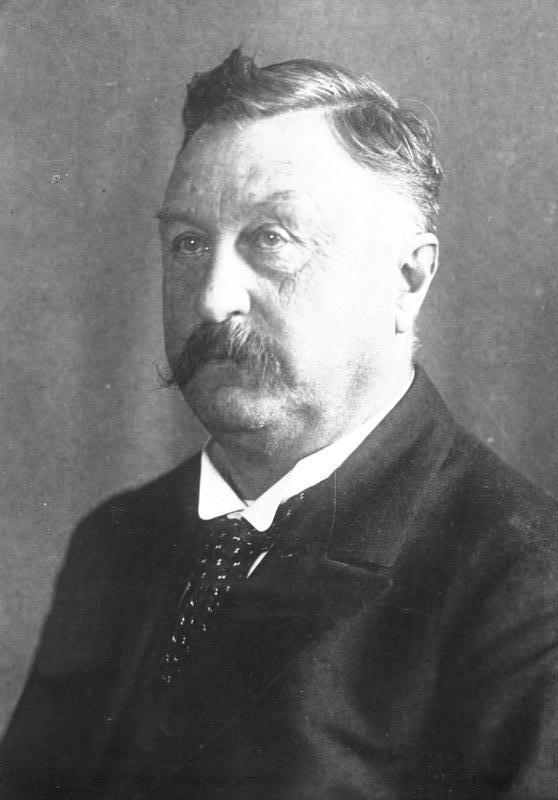
Второй президент Веймарского учредительного собрания Константин Ференбах

Германское национальное собрание 1919 года (нем. Deutscher Nationalversammlung) — парламент в Германии, принявший конституцию 1919 года. 

## Компетенция
- Принятие конституции;
- Принятие законов;
- Объявление состояния войны и заключение договора о мире;
- Одобрение договоров требующих изменения имперских законов;
- Избрание Имперского президента;
- Решение вопроса о доверии рейхсминистерству[1].

## Роль верхней палаты парламента
В период действия Германского национального собрания 1919 года представительство штатов осуществлял комитет государств (нем. Staatenausschuss), формировавшийся правительствами штатов, и председателем которого мог являться член имперского министерства. 

## Назначение выборов
После отречения от престола кайзера Вильгельма II, 30 ноября 1918 года Совет народных уполномоченных назначил выборы в Национальное собрание на 19 января 1919 года.

## Избирательная система

### Избирательное право
Активное и пассивное избирательное право - с 20 лет.

### Избирательный процесс
Избирательная система - пропорциональная по многомандатным избирательным округам по методу д'Ондта (было избрано 423 члена Немецкого национального собрания против 466 в Рейхстаге созыва 1920 года). Порог явки и заградительный барьер отсутствовали. 

### Избирательные округа
- избирательные округа примерно соответствовали либо штатам, либо округам (36 избирательных округов, против 35 при выборах в обычные рейхстаги - переход Западной Пруссии к Польше).
  - Избирательный округ №1 (Восточная Пруссия) - 14 мест;
  - Избирательный округ №2 (Западная Пруссия) - 11 мест;
  - Избирательный округ №3 (Берлин) - 14 мест;
  - Избирательный округ №4 (большая часть округа Потсдам) - 10 мест;
  - Избирательный округ №5 (меньшая часть округа Потсдам) - 9 мест;
  - Избирательный округ №6 (округ Франкфурт) - 8 мест;
  - Избирательный округ №7 (Померания) - 11 мест;
  - Избирательный округ №8 (Позен) - 14 мест;
  - Избирательный округ №9 (округ Бреслау) - 12 мест;
  - Избирательный округ №10 (округ Оппельн) - 15 мест;
  - Избирательный округ №11 (округ Лигниц) - 8 мест;
  - Избирательный округ №12 (округ Магдебург и Анхальт) - 11 мест;
  - Избирательный округ №13 (округ Мерзебург) - 9 мест;
  - Избирательный округ №14 (провинция Шлезвиг-Гольштейн, округ Любек Ольденбурга) - 11 мест;
  - Избирательный округ №15 (округа Аурих и Оснабрюк, Ольденбург) - 7 мест;
  - Избирательный округ №16 (округа Хильдесхайм, Ганновер, Люнебург и Брауншвейг) - 16 мест;
  - Избирательный округ №17 (округа Мюнстер и Минден, Липпе и Шаумбург-Липпе) - 13 мест;
  - Избирательный округ №18 (округ Арнсберг) - 16 мест;
  - Избирательный округ №19 (Гессен-Нассау) - 15 мест;
  - Избирательный округ №20 (округа Кёльн и Аахен) - 13 мест;
  - Избирательный округ №21 (округа Кобленц, Трир и Биркенфельд) - 12;
  - Избирательный округ №22 (часть округа Дюссельдорф) - 12;
  - Избирательный округ №23 (часть округа Дюссельдорф) - 11;
  - Избирательный округ №24 (округа Верхняя Бавария и Швабия) - 15;
  - Избирательный округ №25 (округа Нижняя Бавария и Верхний Пфальц) - 9;
  - Избирательный округ №26 (округа Нижняя Франкония, Средняя Франкония и Верхняя Франкония) - 15;
  - Избирательный округ №27 (округ Пфальц) - 6;
  - Избирательный округ №28 (часть Саксонии) - 12;
  - Избирательный округ №29 (часть Саксонии) - 9;
  - Избирательный округ №30 (часть Саксонии) - 12;
  - Избирательный округ №31 (часть Вюртемберга) - 9;
  - Избирательный округ №32 (часть Вюртемберга) - 8;
  - Избирательный округ №33 (Баден) - 14;
  - Избирательный округ №34 (Гессен) - 9;
  - Избирательный округ №35 (Мекленбург-Шверин, Мекленбург-Стрелиц и Любек) - 6;
  - Избирательный округ №36 (Тюрингия) - 14;
  - Избирательный округ №37 (Гамбург, Бремен и округ Штаде) - 12;
  - Избирательный округ №38 (Эльзас-Лотарингия) - 12;
- избирательные участки соответствовали общинам, городам и районам в городах.

### Избирательные комитеты
Регистрацию кандидатских списков и подсчёт голосов осуществляли:
- на уровне избирательных округов - избирательные комитеты (Wahlausschuß), каждый из которых состоял из избирательного комиссара (Wahlkommissar), назначавшегося правительствоми штата, регирунгс-президиумом (в Пруссии), обер-президиумом (в Пруссии, в случае если избирательный округ охватывал несколько административных округов, избирательный комиссар округа №35 назначался правительством штата Мекленбург-Шверин, избирательный комиссар округа №36 - правительством штата Саксен-Веймар-Эйзенах, избирательный комиссар округа №37 - правительством штата Гамбург), и заседателей назначавшихся избирательным комиссаром;
- на уровне избирательных участков - избирательные правления (Wahlvorstand), каждый из которых состоял из избирательного старосты (Wahlvorsteher), назначавшегося ландратом уезда или обер-бургомистром крупного города, и заседателей, назначавшегося избирательным старостой .

## Выборы и их результаты
Выборы прошли 19 января. Наибольшее количество голосов получила СДПГ (1-е место во всех землях и провинциях кроме Саксонии (провинции), Вестфалии, Рейнской провинции, Бадена и Баварии), второе место по количеству голосов заняла Германская партия центра (первое место в Вестфалии, Рейнской провинции, Бадене и Баварии), третье место - Германская демократическая партия, четвёртое место - Германская национальная народная партия (первое место в земле Позен-Западная Пруссия), пятое место - Независимая социал-демократическая партия Германии (первое место в провинции Саксония), шестое место - Германская народная партия. 

## Конституирование и формирование кабинетаШейдемана
Первое заседание Национального собрания состоялось 6 февраля 1919 года вдали от охваченного беспорядками Берлина, в Веймаре. Для ведения заседаний и организации внутреннего распорядка Рейхстаг избирал Президиум, состоящий из председателя (им стал представитель СДПГ Эдуард Давид, а после того как он вошёл в имперское министерство как министр без портфеля, 14 февраля 1919 года его преемником стал представитель от партии Центра Константина Ференбаха) и трёх заместителей председателей. 11 февраля 1919 года Национальное собрание избрало председателя Совета народных уполномоченных Фридриха Эберта рейхспрезидентом. 13 февраля им было сформировано Рейхсминистерство из представителей Социал-демократической партии Германии, Германской демократической партии и Германской партии центра (образовавшим Веймарскую коалицию), Имперским премьер-министром стал Филипп Шейдеманн от СДПГ. 

## Обсуждение условийВерсальского договораи формирование кабинетаБауэра

### Заявление Шейдемана
12 мая 1919 года Национальное собрание впервые заседало в Берлине, в Новом актовом зале Берлинского университета, где заслушало и обсудило заявление премьер-министра Филиппа Шейдемана о предлагаемых условиях для заключения мира. Под аплодисменты всех партий социал-демократ Шейдеман в своей речи охарактеризовал условия Антанты как «насильственный мир», который уничтожит немецкий народ. Как территориальные, так и политические и экономические требования были удушающими для Германии. Эти неприемлемые условия резко контрастировали с заверениями, полученными ранее от президента США Вудро Вильсона. Имперское правительство не может согласиться с такими условиями и предложит встречный вариант мирного договора, основывающийся на проекте Четырнадцати пунктов Вильсона. Премьер-министр Пруссии Пауль Хирш от имени союзных государств в составе Германской империи выразил полную поддержку рейхсминистерству и столь же резко критиковал условия, предложенные Антантой. Выступившие представители всех партий, начиная с Независимой социал-демократической партии Германии и заканчивая Немецкой национальной народной партией, признали условия Антанты неприемлемыми. Так, председатель Немецкой народной партии и будущий рейхсминистр иностранных дел Густав Штреземан назвал условия мира, предложенные державами-победительницами, «приступом политического садизма». Лишь председатель НСДПГ Гуго Гаазе отклонил требования Антанты, сопроводив свой отказ резкой критикой рейхсминистерства, проводившего во время Первой мировой войны политику гражданского мира и тем самым виновного в сложившейся ситуации.

### Отставка кабинета Шейдемана, формирование кабинета Бауэра
20 июня 1919 года кабинет Шейдемана ушёл в отставку после того, как его встречные предложения были отклонены Антантой, в связи с чем возникли разногласия по вопросу подписания Версальского договора. Во главе состава рейхсминистерства, сформированного СДПГ и партией Центра, встал Густав Бауэр, который выступал за подписание мирного договора, при этом продолжая критиковать его отдельные положения, в частности, касающиеся возможности экстрадиции граждан Германии в страны Антанты и возложения всего бремени военных долгов на Германию. Однако соглашаясь с условиями, навязываемыми Германии Версальским договором, Бауэр отмечал, что Германская империя не в состоянии выполнить все экономические требования Версальского договора, и сожалел о том, что не удалось добиться от Антанты дополнительных уступок.

### Общее разоружение
Версальский договор подвергся осуждению и у выступивших Пауля Лёбе от СДПГ и Адольфа Грёбера (Adolf Greber) от партии Центра. Они обратили внимание на внесённое в подготовленный Антантой проект положение об исключительной виновности Германии в развязывании войны. Они изложили мнение своих фракций о том, что альтернативным решением может быть только возобновление военных действий, что может привести к ещё более пагубным результатам. В отличие от них Ойген Шиффер, действующий рейхсминистр финансов, от имени большинства депутатов от Немецкой демократической партии высказался против принятия мирного договора. Он напомнил обеим партиям, участвующим в правительстве, гневное выступление рейхсканцлера Филиппа Шейдемана, пригрозившего 12 мая, что «пусть отсохнет та рука, которая подпишет этот договор». Он не увидел никаких изменений ситуации с того времени. Немецкая национальная народная партия и Немецкая народная партия в резкой форме отвергли мирный договор. Независимая социал-демократическая партия Германии, единственная из оппозиционных, напротив одобрила подписание Версальского договора. Её председатель Гуго Гаазе назвал принимаемое решение ужасной дилеммой, с которой столкнулось Национальное собрание. Он так же резко критиковал договор, но, как и представители правящих партий, указал на последствия, которые возникнут, если мирный договор будет отклонён. При поимённом голосовании 237 депутатов высказались за подписание мирного договора, 138 — против, 5 депутатов воздержались.

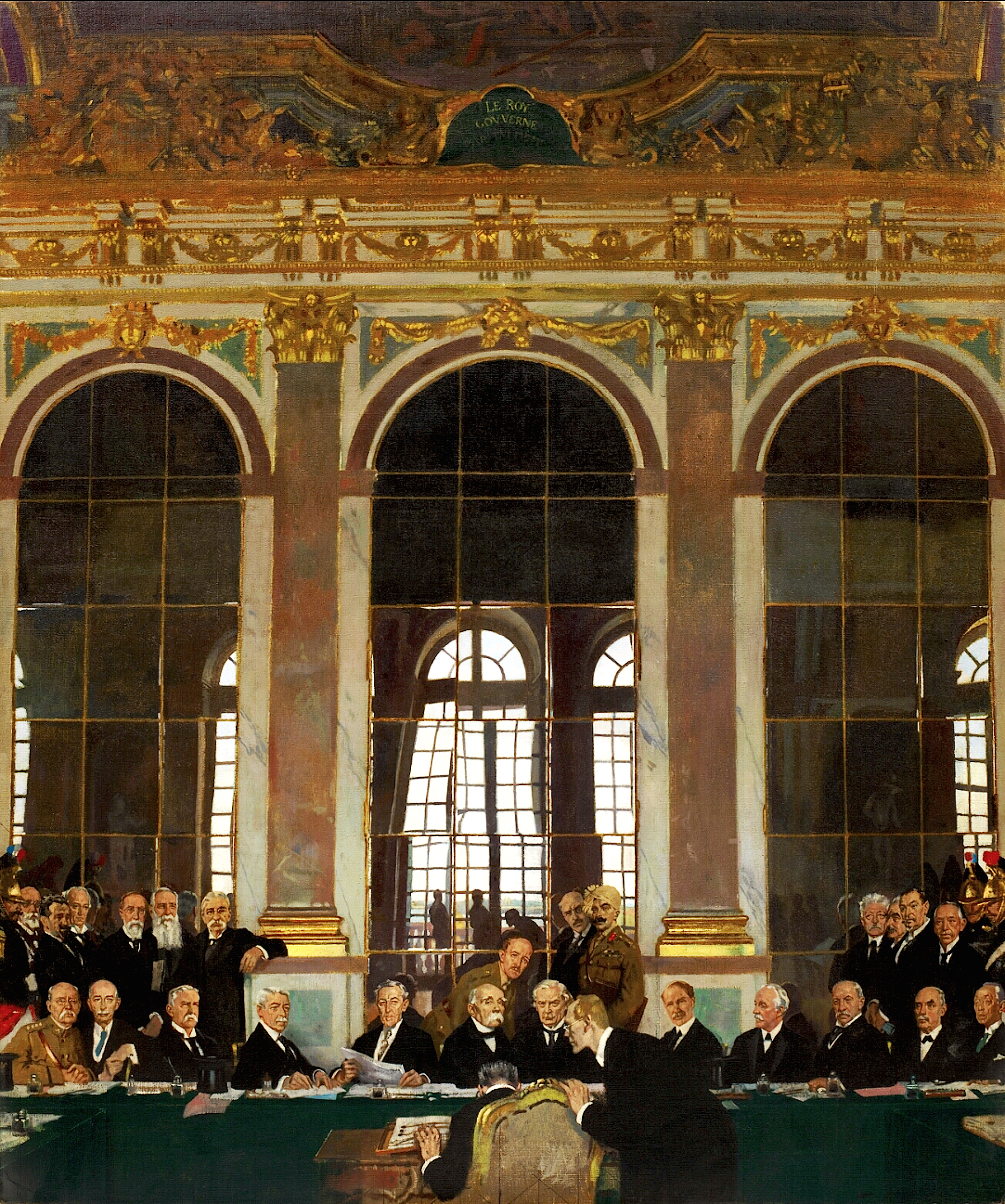
Уильям Орпен. Подписание мира в Зеркальном зале Версальского дворца 28 июня 1919 года. Имперский военный музей. Лондон

### Отсутствие альтернативы
В тот же день имперское правительство сообщило в своей ноте странам Антанты о согласии на подписание мирного договора при условии исключения из него положения о военных долгах и экстрадиции немцев державам-победительницам. Уже вечером 22 июня был получен ответ Антанты, подписанный премьер-министром Франции Жоржем Клемансо, уточнявший, что мирный договор может быть принят только целиком или отклонён.
На пленарном заседании Национального собрания 23 июня премьер-министр Бауэр доложил позицию Антанты и заявил, что у правительства нет выбора и оно обязано подписать договор:
Дамы и господа! Сегодня никаких протестов, никаких бурь негодования. Мы подписываем — это предложение, которое я делаю вам от имени всего кабинета. Основания, вынуждающие нас согласиться с данным договором, те же, что и вчера, только теперь от возобновления военных действий нас отделяет чуть меньше четырёх часов. Мы не можем взять на себя ответственность за новую войну, даже если бы у нас было оружие. Мы обезоружены, но не обесчещены. Безусловно, противники хотят отнять у нас честь, в этом нет сомнения, но до последнего вздоха я сохраню веру в то, что эта попытка лишения чести когда-то обернётся против её зачинщиков, что в этой мировой трагедии погибнет не наша честь.
Ратификация договора состоялась лишь 9 июля 1919 года принятием Закона «О заключении мира между Германией и союзническими и ассоциированными державами».

## Конституционные дебаты

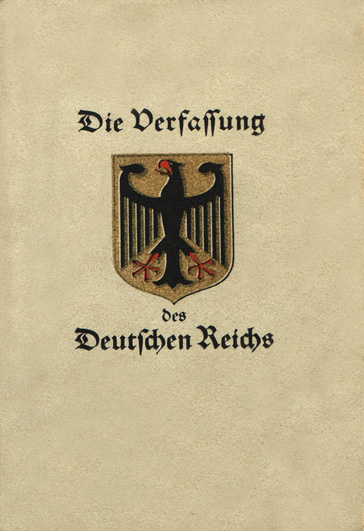
Цель Национального собрания — конституция

Для разработки предварительного проекта конституции Немецкое национальное собрание избрало из своего состава конституционный комитет (Verfassungsausschuss) под председательством Конрада Хаусмана. Предложенный им проект был окончательно принят  Национальным собранием 31 июля 1919 года.

### Название государства
На пленарном заседании Национального собрания 2 июля 1919 года началось второе чтение проекта конституции (в редакции комитета). НСДПГ предложила изменить имеющееся название немецкого государства с «Германский рейх» на «Германскую республику». Депутат от этой партии Оскар Кон пояснил, что в таком названии чётко отразится слом устаревших порядков. Ведь как и в русском языке, во французском и английском языках немецкое слово «рейх» переводилось как «империя», что приводило к ассоциациям с уже, как казалось, поверженным империализмом. Это предложение столкнулось с сопротивлением как со стороны Немецкой демократической партии, считавшей, что рейх уже не соотносится с монархией, так и Немецкой национальной народной партии, считавшей республику недопустимо радикальным преобразованием для Германии.

### Форма государственного устройства
Депутат от НСДПГ Кон также потребовал преобразования Германии в унитарное государство. Унитарное государство по мнению НСДПГ функционирует более эффективно, а союзные государства в Германии — лишь реликтовые образования монархического периода. Это предложение было отклонено выступившими представителями других партий, которые подчеркнули, что имеющийся проект конституции представляет собой большой шаг в направлении усиления центральной, имперской власти: влиятельный бундесрат заменялся консультативным рейхсратом, создавалась имперская почта и имперская железная дорога, ликвидировались особые привилегии Пруссии. Эрих Кох-Везер от НДП отметил, что именно в Баварии и Брауншвейге, союзных государствах, находящихся под влиянием идеологии НДСПГ, особо сильны сепаратистские тенденции, противодействовавшие укреплению имперской власти.

### Флаг
2 июля Национальное собрание обсуждало также и цвета флага новой Германии. Представители СДПГ и партии Центра высказались за чёрно-красно-золотую символику, Немецкая народная партия и Немецкая национальная народная партия — за старые цвета кайзеровской Германии, чёрно-бело-красный флаг. НСДПГ потребовала принять в качестве государственного красный революционный флаг. В Немецкой демократической партии большинство высказывалось за новую символику.
Рейхсминистр внутренних дел Эдуард Давид изложил позицию имперского правительства, которое придерживалось варианта чёрно-красно-золотого флага как символа великого немецкого единства. Это исторические цвета немецких студенческих корпораций и революции 1848 года. Чёрно-красно-золотой флаг выражал стремление к немецкому единству вместо государственной раздробленности. Чёрно-бело-красный флаг напротив напоминал о раздробленности германских государств с Пруссией во главе.

Учреждённый флаг Веймарской республики
Второй вариант, повторявший цвета флагов Северогерманского союза и Германской империи
Красный флаг, предлагавшийся левыми и коммунистами после ноябрьской революции

## Председатели
- Эдуард Давид (СДПГ) (1919)
- Константин Ференбах (ГПЦ) (1919-1920)

## Заместители председателя
От ГПЦ
- Константин Ференбах (1919)

От СДПГ
- Генрих Шульц (1919)
- Пауль Лёбе (1919-1920)

От ГДП
- Конрад Хаусман (1919-1920)

От ГННП
- Генрих Дитрих (1919-1920)